# برایان ابرسول
برایان ابرسول (انگلیسی: Brian Ebersole؛ زادهٔ ۲۷ نوامبر ۱۹۸۰) ورزشکار هنرهای رزمی ترکیبی اهل ایالات متحده آمریکا است. وی بین سال‌های ۲۰۰۰ تا ۲۰۱۶ میلادی فعالیت می‌کرد.